# گور معبری

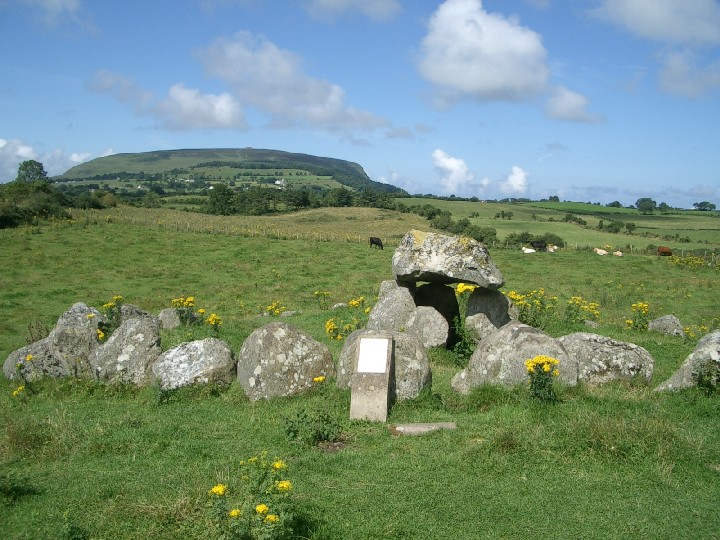
یک گور معبری در نزدیکی اسلایگو ایرلند

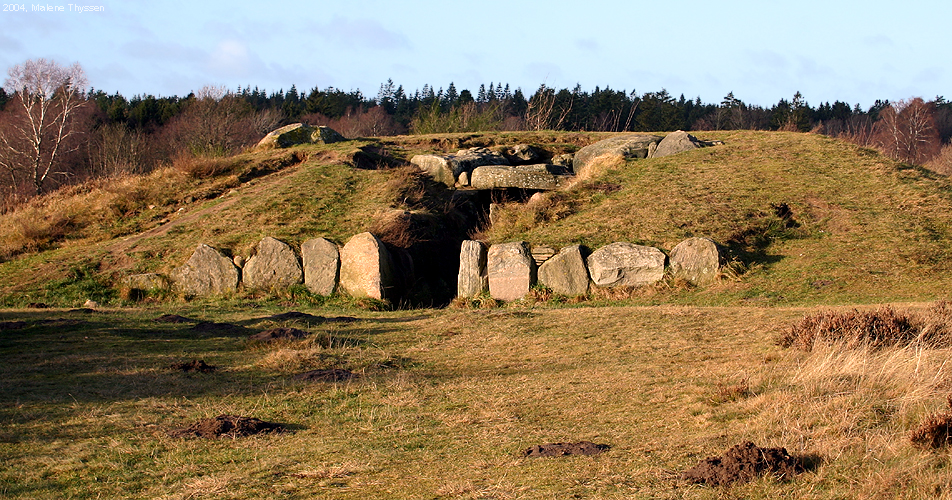
بزرگترین گور معبری کشف شده در یوتلاند شرقی واقع شده است.

گور معبری (انگلیسی: Passage grave) نوعی آرامگاه سنگی بود که در آن خرسنگ‌ها به گونه‌ای آرایش می‌گرفتند که یک یا چند معبر در آن‌ها ایجاد شود و معمولاً روی آن‌ها با سنگ‌چین پوشیده می‌شد. قدمت این گورها عمدتاً به دوران نوسنگی می‌رسد. نقشهٔ گورهای معبری می‌تواند به شکل صلیب باشد.
دیواره‌های گورهای معبری با استفاده از تکنیک سنگ‌چینی سیکلوپی ساخته می‌شدند.
مِیْزْهَوْ در نزدیکی اِسْتِنِس (بازمانده از حدود ۳٫۴۰۰ تا ۳٫۲۰۰ پ. م) و مانامور در جزیرهٔ اَران (بازمانده از حدود ۳٫۵۰۰ پ. م) دو نمونه برجستهٔ گور معبری در اسکاتلند هستند.